# Peter Cameron (Entomologe)

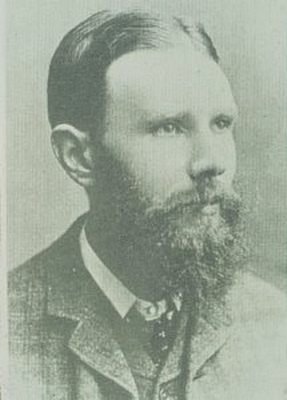
Peter Cameron

Peter Cameron (* 1847; † 1. Dezember 1912 in New Mills, Derbyshire) war ein britischer Entomologe. Er war Experte für Hautflügler (Hymenoptera).
Er war ein Amateur-Entomologe und beschrieb viele neue Arten (seine Sammlung ist im Natural History Museum), obwohl er selbst nur bescheidene Mittel zur Verfügung hatte und gesundheitliche Probleme hatte. Zuletzt lebte er in New Mills unterstützt von Stipendien der Royal Society.
Viele Exemplare seiner Sammlung stellte er Abbé Jean-Jacques Kieffer (1856–1925), einem Lehrer und katholischen Priester in Bitche in Lothringen, zur Verfügung, der auch Arten nach Cameron benannte.

## Schriften
- A Monograph of the British Phytophagous Hymenoptera, 4 Bände, Ray Society, 1882, 1885, 1890, 1893
- Hymenoptera, in Biologia Centrali-Americana, 1883 bis 1900